# Philip Hogh
Philip Hogh (* 19. Dezember 1979 in Schwäbisch Gmünd) ist ein deutscher Philosoph.

## Leben
Von 1999 bis 2006 studierte er Philosophie, Politikwissenschaft und Neuere und Neuste Geschichte an der Albert-Ludwigs-Universität Freiburg, der Universität Basel und der University of Durham (Magister Artium im Dezember 2006). Nach der Promotion (2007–2013) an der Goethe-Universität Frankfurt am Main war er von 2016 bis 2021 wissenschaftlicher Mitarbeiter am Institut für Philosophie der Universität Oldenburg im Rahmen des vom BMBF geförderten Projekts „Forschendes Lernen im Fokus (FLiF Plus)“. Nach der Habilitation 2021 in Philosophie und Verleihung der Venia Legendi für Praktische Philosophie an der Fakultät IV der Carl von Ossietzky Universität Oldenburg ist er seit 2022 Professor für Praktische Philosophie an der Universität Kassel.
Seine Forschungsschwerpunkte sind kritische Theorie als interdisziplinärer Materialismus, Naturphilosophie, besonders Ethik des Klimawandels, Anthropologie, besonders psychoanalytische und leibphilosophische Ansätze und Geschichtsphilosophie.